# Axel Merckx

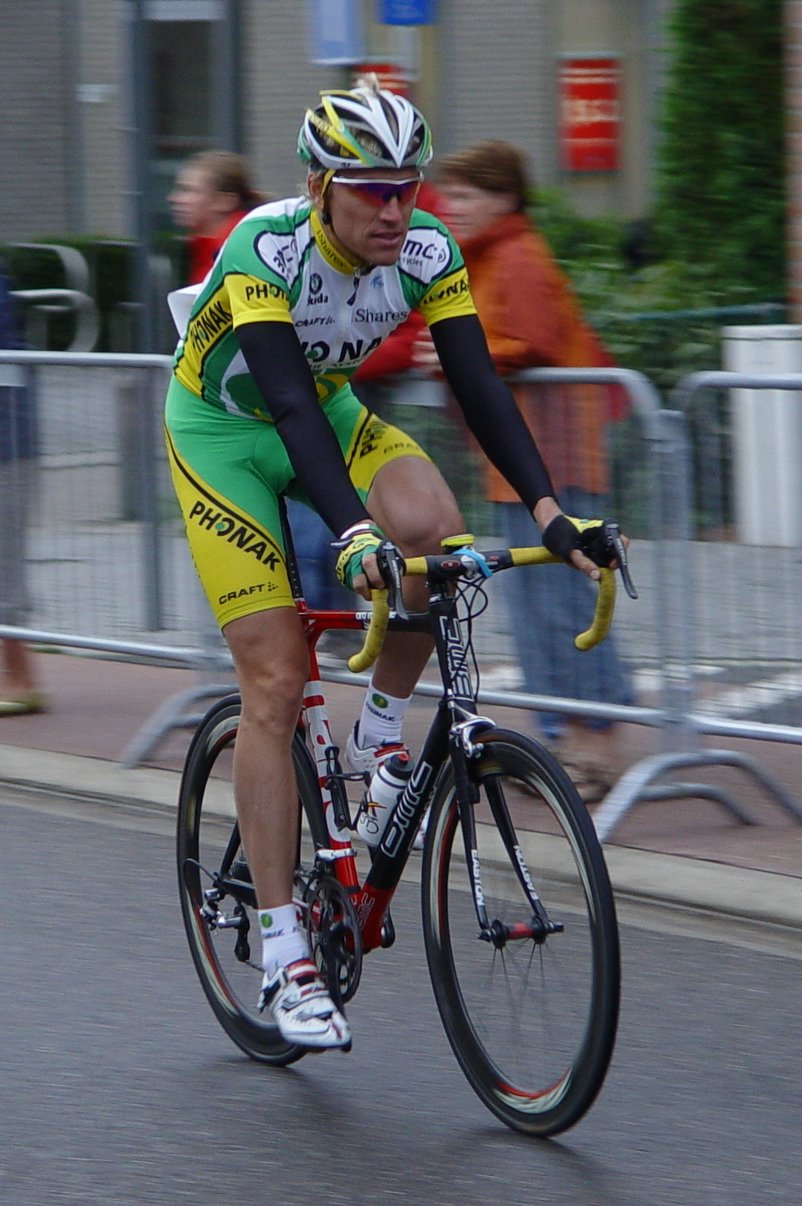
Axel Merckx (2006)

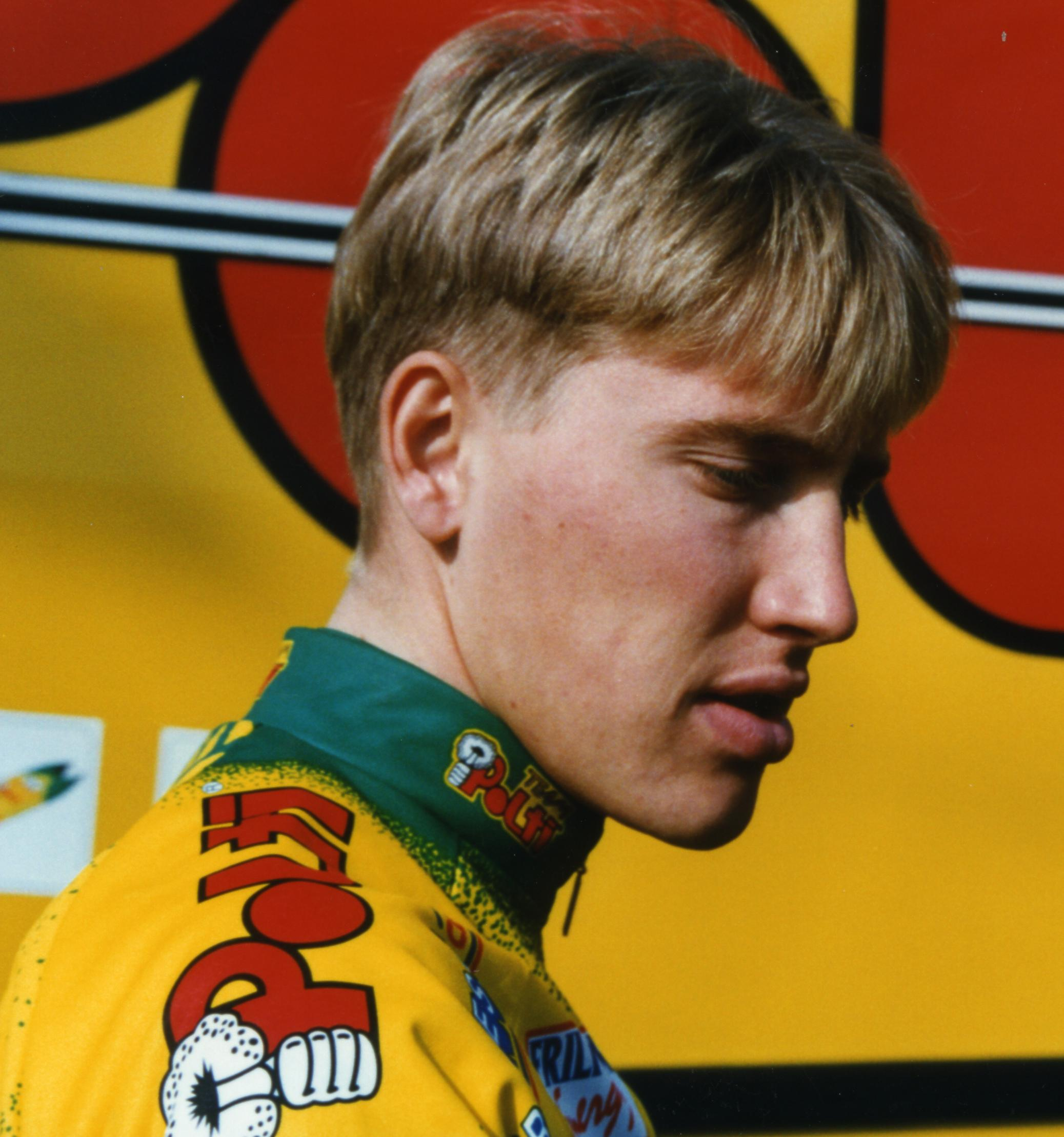
Axel Merckx (1997)

Axel Merckx (* 8. August 1972 in Ukkel) ist ein ehemaliger belgischer Radrennfahrer.

## Karriere
Axel Merckx begann mit dem aktiven Sport als Fußballer im RSC Anderlecht. Erst mit 16 Jahren wandte er sich dem Radsport zu. Als Amateur gewann er 1992 eine Etappe der Tour de l’Avenir. 1993 schaffte er die Nominierung für die belgische Nationalmannschaft für das Straßenrennen der UCI-Straßen-Weltmeisterschaften.
Nachdem Axel Merckx 1993 als Stagiaire für das Motorola-Team fuhr, wurde er 1994 Profiradrennfahrer beim Team Telekom. 1995 wechselte er zurück zum Motorola-Team, in dem er Teamkollege von Lance Armstrong war. Seine weiteren Stationen waren von 1997 bis 1998 das Team Polti, von 1999 bis 2000 Mapei-Quick Step, von 2001 bis 2002 Domo-Farm Frites und von 2003 bis 2004 Lotto-Domo. 2005 stand er bei dem UCI ProTeam Davitamon-Lotto unter Vertrag. 2006 fuhr er für Phonak Hearing Systems. Nach der Auflösung dieses Teams wechselte er 2007 wieder zum T-Mobile-Team, wo er im August 2007 seine Karriere als Radprofi beendete.
Seine größten Erfolge feierte Axel Merckx im Jahr 2000 mit dem Gewinn der belgischen Straßenradmeisterschaft und dem der achten Etappe des Giro d’Italia. Ebenfalls im Jahr 2000 siegte er bei der Tour de Wallonie. Bei den Olympischen Spielen 2000 in Sydney wurde er Zwölfter im Straßenrennen, 2004 errang er bei den Spielen in Athen die Bronzemedaille hinter dem Italiener Paolo Bettini und dem Portugiesen Sérgio Paulinho. Neunmal bestritt Merckx die Tour de France; 1998 war sein bestes Ergebnis in der Gesamtwertung Rang zehn.
Seit dem Ende seiner aktiven Karriere arbeitete Axel Merckx, der seitdem in Kanada lebt, als Team-Director beim U23-Team Trek-Livestrong, das von Lance Armstrong gegründet wurde, später Bontrager Cycling Team und 2014 Bissell. Seit 2015 lautet der Name der Mannschaft Axeon Cycling Team.

## Teams
- 1993: Motorola (Stagiaire)
- 1994: Team Telekom
- 1995–1997: Motorola
- 1997–1998: Team Polti
- 1999–2000: Mapei-Quick Step
- 2001–2002: Domo-Farm Frites
- 2003–2005: Lotto-Domo / Davitamon-Lotto
- 2006: Phonak Hearing Systems
- 2007: T-Mobile-Team

## Privates
Axel Merckx ist der Sohn des fünfmaligen Tour-de-France-Gewinners Eddy Merckx. Am 27. Oktober 1997 heiratete er Jodi Cross, eine kanadische Triathletin.